# ミーンズテスト
ミーンズテスト（英: means test ）とは、市民が政府に対し、社会保障制度による給付を申請した際に、申請者が要件を満たすかどうか判断するため行政側が行う資力調査のこと。調査は申請者の収入、資産、またはその両方を対象にして行われ、通常は収入・資産が一定水準を下回ることが受給の要件となる。申請者を含む世帯について要件を満たすかどうかを調査することも多い。

## アジア

### 日本
- 生活保護の受給に際し、世帯単位でミーンズテストが行われる（生活保護法第10条）。
- 児童手当（2013年-）の受給に際し、扶養親族の範囲でテストが行われる（児童手当法第5条）。子ども手当（2010-2013年）ではミーンズテストなしに支給する試みがなされた。
- 地方自治体が運営している公営住宅の資格審査に際し、世帯単位でミーンズテストが行われる。

### 韓国
国民基礎生活保障制度の受給に対して実施される。

## アメリカ州
- カナダの医療はかつて社会保険方式でありミーンズテストが実施されたが、現在は単一支払者制度によるユニバーサルヘルスケアに改定され、医療では実施されていない。
- 米国では世界恐慌の際、住宅扶助の申請者に対してミーンズテストが実施された。1960年代以降は、フードスタンプ制度においてもミーンズテストが実施されている。また、低所得者向け健康保険制度であるメディケイドでも資力調査が実施されている。

## ヨーロッパ
- アイルランドの医療においては、ミーンズテスト該当者はMedicalCardが給付され自己負担が免除される[2]。
- イギリスの公的年金では低所得者を対象とした Pension Credit が存在し、これは金額が所得に応じて減額される補助的な公的扶助である[3]。
- イタリアの公的医療（SSN）においては、ミーンズテスト該当者は自己負担が免除される。
- スウェーデンの年金制度では所得比例年金に加えて、ミーンズテストによる補助的な最低保証年金が存在する。これは所得比例年金が増えるにしたって減額され、ある基準以上では完全にゼロになる[4]。